# Себастьян Рот
Себастьян Рот (фр. Sébastien Roth, нар. 1 квітня 1978, Женева) — швейцарський футболіст, що грав на позиції воротаря за низку швейцарських клубних команд. По завершенні ігрової кар'єри — тренер.
Володар Кубка Швейцарії.

## Ігрова кар'єра
У дорослому футболі дебютував 1995 року виступами за команду клубу «Делемон», в якій провів два сезони, взявши участь у 24 матчах чемпіонату.
Протягом 1997—1999 років захищав кольори команди клубу «Золотурн».
Своєю грою за останню команду привернув увагу представників тренерського штабу клубу «Серветт», до складу якого приєднався 1999 року. Відіграв за женевську команду наступні п'ять сезонів своєї ігрової кар'єри. Був основним воротарем команди, у складі якої 2001 року став володарем Кубка Швейцарії. 2004 року отримав виклик до національної збірної Швейцарії і навіть був включений до її заявки на участь у тогорічному чемпіонаті Європи, щоправда лише як третій воротар. Ані на Євро-2004, ані після турніру у складі національної команди так й не дебютував.
Згодом з 2004 по 2010 рік грав у складі команд клубів «Лор'ян», «Івердон Спорт», «Шенуа», «Шаффгаузен» та «Ле-Мон».
Завершив професійну ігрову кар'єру у клубі «Етуаль Каруж», за команду якого виступав протягом 2010—2013 років.

## Кар'єра тренера
Звершивши кар'єру гравця 2013 року, залишився у клубній структурі «Етуаль Каруж», обійнявши посаду тренера воротарів команди клубу.

## Титули і досягнення
- Володар Кубка Швейцарії (1):

«Серветт»: 2000-01